# Vibice
 (juillet 2023).
Une vibice est un des aspects cliniques du purpura, avec la pétéchie et l'ecchymose,.
La vibice est une strie linéaire, purpurique et ne s'effaçant donc pas à la vitropression, déclenchée par une friction ou une striction cutanée (exemple : élastique de chaussette).